# ミドゥリ・バリ

ミドゥリ・バリ
ምድሪ ባሕሪ

ミドゥリ・バリ（英語: Medri Bahri）は、アフリカの角地域の現在のエリトリアにあった国で、紅海に面していた。1137年に成立し、1890年にイタリア領エリトリアの一部となった。
首都はデバルワ。
ゲエズ語、ティグリニャ語を話し、ティグリニャ人、サホ人、ティグレ人が暮らしていた。